# 識別信号
識別信号（しきべつしんごう）とは、無線局を識別するための、重複しない一意の文字列である。このうち呼出符号（コールサイン）は符号（文字、数字）の羅列であり、一般的には意味を持つ語とはならないが、アメリカ合衆国などいくつかの国では、放送局の名前としても採用され、運営者の希望に基づく文字列が指定されることもある。
日本では、電波法第8条第1項に総務省令に定めるものとされ、これを受けた電波法施行規則第6条の5に次のものを規定している。
1. 呼出符号（標識符号を含む）
2. 呼出名称
3. 無線通信規則[2]第19条に規定する海上移動業務識別[3]、船舶局選択呼出番号及び海岸局識別番号

指定方法は、総務省訓令「電波法関係審査基準」の「別表3 識別信号の指定基準」による。
なお、「地方委任局」である無線局は所轄の総合通信局（沖縄総合通信事務所を含む）から指定される。

## 標識符号
無線標識業務の無線局、すなわち無線標識局および無線航行陸上局に指定される。
海上無線航行業務の無線局は無線局運用規則に基づき告示されるが、当該告示に見る通り標識符号をもつものはない。
航空無線航行業務の無線局もかつては同規則に基づき告示されるものとされていたが、航空路誌により情報提供できるとして廃止された。廃止時の告示には、NDB、VOR（VORTAC、VOR/DMEを含む）、TACAN、ILSに2または3英字が指定されている。

## 呼出名称

### 地上基幹放送局

#### 日本放送協会（NHK）
- 親局・中継局共通：「NHK」の文字、設置場所の地名（演奏所の所在地を示す地名、または放送しようとする地域内の主要都市名を含む）の次に、放送系別に「だいいちほうそう」（中波）・「だいにほうそう」（中波）・「テレビジョン[9]（デジタル放送については「デジタルテレビジョン[10]」）」（総合テレビ）・「きょういくテレビジョン（デジタル放送については「きょういくデジタルテレビジョン」）」（教育テレビ）・「エフエムほうそう」（超短波放送）のいずれかを付したもの。
  - 例：「エヌエイチケイとうきょうだいいちほうそう」、「エヌエイチケイとうきょうデジタルテレビジョン[11]」、「エヌエイチケイとうきょうエフエムほうそう」

※ 設置場所の地名の後に「DG」（「デジタル総合（Digital General）」の意味）あるいは「DE」（「デジタル教育（Digital Education）」の意味）を付したり、親局の名称に中継局の設置場所の地名や「中継局」あるいは「中継放送局」などと付け加えたりしたものは呼出名称ではなく、局名あるいは通称である。

#### 民間放送
NHKおよび放送大学学園を除く特定地上基幹放送事業者ならびに基幹放送局提供事業者について掲げる。
中波放送
いわゆるAM放送のことである。
- 親局 : 事業者（申請者）の名称または略称（以下、「名称など」と略記）。
- 中継局 : 事業者の名称など、設置場所の地名の次に「ほうそうきょく」の文字を付したもの。
  - 例 : 「しいびいしいらじお」、「てぃいびいえすらじお」、｢まいにちほうそう｣、「えいびいしいきょうとほうそうきょく」

短波放送
- 事業者の名称などの次に「たんぱほうそう」の文字を付したもの。ただし、事業者の名称などに「たんぱ」または「たんぱほうそう」の文字が使用されているときは、「たんぱほうそう」の文字を省略することができる。

超短波放送
いわゆるFM放送のことである。
- 親局・中継局共通 : 事業者の名称など、設置場所の地名（必要があると認められる場合に限る）の次に「エフエム」または「エフエムほうそう」の文字を付したもの。ただし、放送事業者の名称などに「エフエム」または「エフエムほうそう」の文字が使用されているときは、「エフエム」または「エフエムほうそう」の文字を省略することができる。
  - 例 : 「エフエムとうきょう」、「ジェイウェーブエフエム」、「エフエムはちまるに」、「ジェイウェーブみなとエフエム」

テレビジョン放送
- 親局 : 事業者の名称などの次に、「デジタルテレビ」または「デジタルテレビジョン」ただし、事業者の名称などの次に「デジタル」の文字を付すことにより「デジタルテレビ」または「デジタルテレビジョン」を省略することができる。
  - アナログでは事業者の名称などの次に、「テレビ」または「テレビジョン」の文字を付したもの。ただし、事業者の名称などに「テレビ」または「テレビジョン」の文字が使用されているときは、「テレビ」または「テレビジョン」の文字を省略することができた。
- 中継局 : 事業者の名称など、設置場所の地名の次に「デジタルテレビ」または「デジタルテレビジョン」（従前は「テレビ」または「テレビジョン」）の文字を付したもの（以下は親局と同様）。
  - アナログでは事業者の名称など、設置場所の地名の次に「テレビ」または「テレビジョン」の文字を付したものであった。
  - 例 : 「にほんテレビ」、「TBSテレビジョン」、「テレビにしにっぽんデジタルテレビジョン」、「TNCきたきゅうしゅうデジタルテレビジョン」

### 防災

#### 官公庁
- けんせつ ○○ - 国土交通省。道路無線・水防無線（旧建設省所管）の施設。
- すいぼう ○○ - 国土交通省。水防無線で使用。
- ○○ けいほう - 国土交通省。テレメーター。ダム放流警報用の施設で使用。
- こうわん ○○ - 国土交通省の港湾事務所が、港湾業務で使用。
- かいほきち ○○ - 海上保安庁。海上保安部・海上保安署で使用。
- かいほ いどう ○○ - 海上保安庁の船舶（移動局）。防災相互通信用無線で使用。
- じゅんしせん ○○ - 海上保安庁。巡視船で使用。
- きしょう ○○ - 気象庁の気象台で使用。

#### 市町村防災行政無線
同報系
- こうほう ○○
- ぼうさい ○○
○○は、自治体・支所などの名称。

移動系
- ぎょうせい ○○
- ぼうさい ○○
○○は、自治体名や、支所・地域・防災機関の名称。
例：「ぼうさい さいたまししょうぼうきょく」（さいたま市消防局）、「ぼうさい くまもときしょう」（熊本地方気象台）、「ぼうさい おおみやじえいたい」（陸上自衛隊第32普通科連隊）、「ぼうさい すーぱーありーな」（さいたまスーパーアリーナ）
- とうせいだい ○○
統制局の統制台。

テレメーター系
- ぼうさい ○○ - 汎用
- ○○ うりょう - 雨量観測所
- ○○ すいい - 水位観測所

### 防災関係機関
- ○○ ぼうたい - 防災関係機関が、防災相互通信用無線で使用。
- ほくでん ○○ - 東北電力。
- とうでん ○○ - 東京電力。
- よんでん ○○ - 四国電力。
- きゅうでん ○○ - 九州電力。
- ○○ ほせん - 電力会社の保線業務。
- ○○ はいでん - 電力会社の配電業務。
- にしでんでん ○○ - NTT西日本の支店。
- にっせき ○○ - 日本赤十字社の地方支部。
- せきじゅうじ ○○ - 日本赤十字社の病院。
- えぬえっちけー ○○ - NHKの支局・送信所。

### 消防無線
- ○○ - 消防本部・消防署
- ○○ しょうぼう - 消防本部（○○しょう本部もあり）
- しょうぼう ○○ - 消防本部・消防署・消防車
- ○○ しれい - 指令所
- ○○ ヘリテレ - 消防防災ヘリコプター
- ○○ よぼう - 予防課
- ○○ ささつ - 査察課
- ○○ しき - 指揮車
- ○○ だんしき - 消防団本部指揮車
- ○○ しえん - 支援車
- きゅうきゅう ○○ - 救急車
- ○○ はしご - はしご車
- ○○ かがく - 化学消防車
- ○○ ぽんぷ - ポンプ車
- ○○ たんく - タンク車
- ○○ すいそう - 水槽車
- ○○ きゅうじょ - 救助車

など

### その他
- ○ けい - 警察署。防災相互通信用無線で使用。
- ○○ けいさつ - 警察署。
- ○○ ぎょぎょう - 漁業無線局。
- すいどう ○○ - 県営の水道局。
- ○○ すいどう - 県営の水道局。
- ○すい - 県営の水道局。
- けんすい ○○ - 県営の水道局。
- けんでん ○○ - 県所有の発電用ダム関連施設。
- けいりん ○○ - 地方自治体の競輪事業用無線で使用。
- ○○ かはんちきゅう - 衛星通信用の可搬地球局。